# Bhalswa Jahangir Pur
 (juin 2021).
Bhalswa Jahangir Pur, en bengali : ভালসওয়া জাহাঙ্গির পুর, est une ville du district Nord-Ouest de Delhi, dans le territoire de Delhi, en Inde. Selon le recensement de l'Inde de 2011, elle compte une population de 197 148 habitants.